# Sirény
Sirény (Sirenia), též nazývané ochechule či mořské krávy, jsou býložraví mořští savci vývojově příbuzní chobotnatcům a damanům. Jedná se o mohutné živočichy s válcovitým tělem bez srsti. Délka těla současných sirén se pohybuje mezi 1,5–4 metry, hmotnost od 200 do 1500 kg. Koroun bezzubý byl ještě mnohem větší, avšak vyhynul v 18. století. Sirény jsou výborně adaptovány pro život ve vodě, na souši se pohybovat neumí. Jejich paže jsou modifikovány do tvaru pádlovitých ploutví. Pohyb pod vodou zajišťuje mohutná ocasní ploutev. Kostra je poměrně těžká, což pomáhá udržovat ideální vztlak v mělkých vodách, ve kterých se vyskytují. Živí se hlavně vodními travami, jež pomáhá zpracovat neobyčejně dlouhé střevo i obnovitelný chrup.  
Řád sirén zahrnuje dvě recentní čeledi, kterými jsou kapustňákovití se třemi žijícími druhy, a dugongovití s jediným zástupcem dugongem indickým. Obě čeledi lze od sebe na první pohled odlišit díky tvaru ocasu – u dugongovitých je vidlicový s výřezem uprostřed, ocas kapustňáků má okrouhlý (pádlovitý) tvar. Kapustňáci jsou sladkovodní, brakičtí až mořští, dugongové představují čistě mořské živočichy. Sirény se vyskytují v tropických a subtropických vodách Jižní a Severní Ameriky, Afriky, Asie i Austrálie. Jedná se o typické K-stratégy vychovávající pouze jedno mládě za 3–5 let.
Název sirény pochází z námořnických pověstí o mořských pannách, resp. starořeckých sirénách, lákajících námořníky do nebezpečných míst, kde rozbijí loď o skaliska. Sirény hrají důležitou roli v kulturách mnoha domorodých kmenů, které využívají jejich maso a kosti již po celá tisíciletí. Lov sirén vygradoval v průběhu novověku, ve 21. století pokračuje pouze omezeně v indo-pacifické oblasti, ilegálně i v Africe, Karibiku a Jižní Americe. Vedle lovu představují hlavní hrozby zamotání do rybářských sítí, srážky s loděmi nebo znečištění pobřežních oblastí.

## Systematika

### Taxonomie a název
Řád sirén vytyčil německý zoolog Johann Karl Wilhelm Illiger v roce 1811. Vědecký název Sirenia odkazuje k sirénám, ženským postavám z řecké mytologie, které svým půvabným hlasem lákají námořníky ke skaliskům u svého ostrova, kde mořeplavci ztroskotají. Z těchto starořeckých postav patrně pochází i mýtus o mořských pannách. V češtině se sirény občas pojmenovávají jako ochechule nebo mořské krávy. Výraz ochechule má kořeny již v 15. století, kdy se v českém překladu latinské Vulgáty objevuje pojem ochochule coby překlad latinského sirenae (v Septuagintě je obdobným výrazem řecké seirénes). Jako sirenae jsou v knize Izajáš pojmenovány démonické bytosti, které vtrhly do města Babylón při jeho zkáze. Termínem ochochule se označoval tvor s chocholkou, který bývá spojován s mytickými sirénami z řeckých bájí, jež měly původně podobu ptáků s hlavami dívek a teprve v průběhu času nabyly podobu krásných dívek s rybími ocasy. V překladu Bible kralické byly ochochule nahrazeny dramatičtějšími draky, a v českém ekumenickém překladu se již hovoří o šakalech (Iz 13 (Kral, ČEP)). Výrazem „mořská kráva“ se zástupci sirén častují i v mnoha jiných jazycích (např. v angličtině to je sea cow, v němčině Seekuh atp.). V portugalštině se však kapustňáci označují jako peixe-boi, čili „volské ryby“.

### Fylogeneze
Z klasifikačního hlediska jsou sirény posazeny na úroveň řádu, jenž tradičně spadá do kladu Tethytheria. Tento klad sdružuje ještě chobotnatce (Proboscidea) spolu s vyhynulou skupinou statných savců Embrithopoda. Z morfologického hlediska jsou pro zástupce skupiny Tethytheria typické mj. očnice obrácené vpřed, specifický tvar skalní kosti, umístění varlat v blízkosti ledvin, jediný pár mléčných bradavek nebo stoličky se zdvojenými hřebeny na korunce. Tethytheria společně s damany (Hyracoidea) utváří skupinu Paenungulata, která s kladem Afroinsectiphilia náleží do nadřádu Afrotheria. Monofyletický původ kladů Paenungulata a Afrotheria byl opakovaně podpořen četnými molekulárními i morfologickými studiemi. Řada studií, včetně studie z roku 2008, interpretuje vztahy v rámci Paenungulata následovně:
| sirény      | \| \| kapustňákovití \| \| \| \| \| \| dugongovití \| \| \| \| |
|             | \| \| kapustňákovití \| \| \| \| \| \| dugongovití \| \| \| \| |
| chobotnatci | slonovití                                                      |
|             | slonovití                                                      |
|             | kapustňákovití                                                 |
|             |                                                                |
|             | dugongovití                                                    |
|             |                                                                |

|  | kapustňákovití |
|  |                |
|  | dugongovití    |
|  |                |

| sirény      | \| \| kapustňákovití \| \| \| \| \| \| dugongovití \| \| \| \| |
|             | \| \| kapustňákovití \| \| \| \| \| \| dugongovití \| \| \| \| |
| chobotnatci | slonovití                                                      |
|             | slonovití                                                      |
|             | kapustňákovití                                                 |
|             |                                                                |
|             | dugongovití                                                    |
|             |                                                                |

|  | kapustňákovití |
|  |                |
|  | dugongovití    |
|  |                |

| sirény      | \| \| kapustňákovití \| \| \| \| \| \| dugongovití \| \| \| \| |
|             | \| \| kapustňákovití \| \| \| \| \| \| dugongovití \| \| \| \| |
| chobotnatci | slonovití                                                      |
|             | slonovití                                                      |
|             | kapustňákovití                                                 |
|             |                                                                |
|             | dugongovití                                                    |
|             |                                                                |

|  | kapustňákovití |
|  |                |
|  | dugongovití    |
|  |                |

| sirény      | \| \| kapustňákovití \| \| \| \| \| \| dugongovití \| \| \| \| |
|             | \| \| kapustňákovití \| \| \| \| \| \| dugongovití \| \| \| \| |
| chobotnatci | slonovití                                                      |
|             | slonovití                                                      |
|             | kapustňákovití                                                 |
|             |                                                                |
|             | dugongovití                                                    |
|             |                                                                |

|  | kapustňákovití |
|  |                |
|  | dugongovití    |
|  |                |

| sirény      | \| \| kapustňákovití \| \| \| \| \| \| dugongovití \| \| \| \| |
|             | \| \| kapustňákovití \| \| \| \| \| \| dugongovití \| \| \| \| |
| chobotnatci | slonovití                                                      |
|             | slonovití                                                      |
|             | kapustňákovití                                                 |
|             |                                                                |
|             | dugongovití                                                    |
|             |                                                                |

|  | kapustňákovití |
|  |                |
|  | dugongovití    |
|  |                |

| sirény      | \| \| kapustňákovití \| \| \| \| \| \| dugongovití \| \| \| \| |
|             | \| \| kapustňákovití \| \| \| \| \| \| dugongovití \| \| \| \| |
| chobotnatci | slonovití                                                      |
|             | slonovití                                                      |
|             | kapustňákovití                                                 |
|             |                                                                |
|             | dugongovití                                                    |
|             |                                                                |

|  | kapustňákovití |
|  |                |
|  | dugongovití    |
|  |                |

| sirény      | \| \| kapustňákovití \| \| \| \| \| \| dugongovití \| \| \| \| |
|             | \| \| kapustňákovití \| \| \| \| \| \| dugongovití \| \| \| \| |
| chobotnatci | slonovití                                                      |
|             | slonovití                                                      |
|             | kapustňákovití                                                 |
|             |                                                                |
|             | dugongovití                                                    |
|             |                                                                |

|  | kapustňákovití |
|  |                |
|  | dugongovití    |
|  |                |

| sirény      | \| \| kapustňákovití \| \| \| \| \| \| dugongovití \| \| \| \| |
|             | \| \| kapustňákovití \| \| \| \| \| \| dugongovití \| \| \| \| |
| chobotnatci | slonovití                                                      |
|             | slonovití                                                      |
|             | kapustňákovití                                                 |
|             |                                                                |
|             | dugongovití                                                    |
|             |                                                                |

|  | kapustňákovití |
|  |                |
|  | dugongovití    |
|  |                |

Vnitřní uspořádání kladu Paenungulata je nicméně stále předmětem debat. Studie z roku 2024 tradiční uspořádání skupiny Tethytheria zobrazené výše narušila, když za sesterský klad sirén identifikovala skupinu zahrnující damany a chobotnatce. V současné době žijí pouze čtyři druhy sirén ve dvou čeledích. Ještě v 18. století žil koroun bezzubý, který byl však krátce po svém objevu vyhuben. Současně žijící druhy sirén zachycuje následující tabulka:
| Čeleď                         | Běžné jméno            | Vědecké jméno              | Mapa rozšíření                     | Fotografie |
| ----------------------------- | ---------------------- | -------------------------- | ---------------------------------- | ---------- |
| kapustňákovití (Trichechidae) | kapustňák širokonosý   | T. manatus Linnaeus, 1758  | Coastal areas of the Caribbean sea |            |
| kapustňákovití (Trichechidae) | kapustňák senegalský   | T. senegalensis Link, 1795 |                                    |            |
| kapustňákovití (Trichechidae) | kapustňák jihoamerický | T. inunguis Natterer, 1883 |                                    |            |
| dugongovití (Dugongidae)      | dugong indický         | D. dugon Müller, 1776      |                                    |            |

### Evoluce

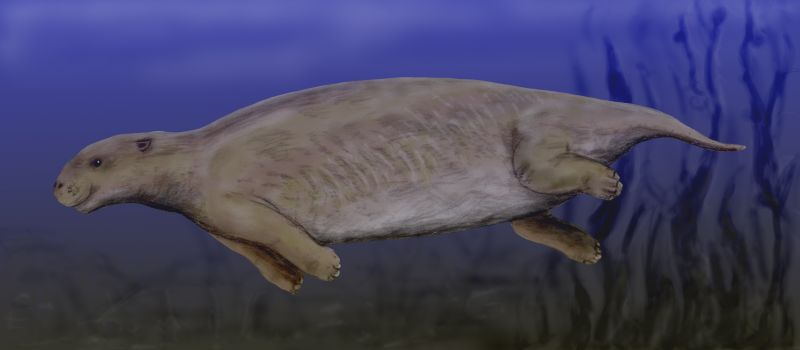
Prorastomus (umělecká představa)

Nejstarší zástupci sirén se ve fosilním záznamu objevují na konci raného eocénu v době před 45–50 miliony lety. K těmto nejstarším sirénám patří rody Pezosiren a Prorastomus z čeledi Prorastomidae nebo rody Ashokia, Libysiren a Protosiren z čeledi Protosirenidae. Tyto primitivní sirény byly ještě obojživelné, tzn. dokázaly se pohybovat i po souši, avšak obývaly již převážně vodní prostředí. To dobře ukazuje mj. dobře zachovaná kostra rodu Pezosiren. Tyto první sirény dosahovaly délek kolem 1,5–2,5 m a vykazovaly již některé znaky moderních sirén, mj. silná, těžká žebra, která pomáhala proti vztlaku, nebo zvětšené rostrum. Již tito prapředci sirén se krmili výhradně býložravě na mořských travách.

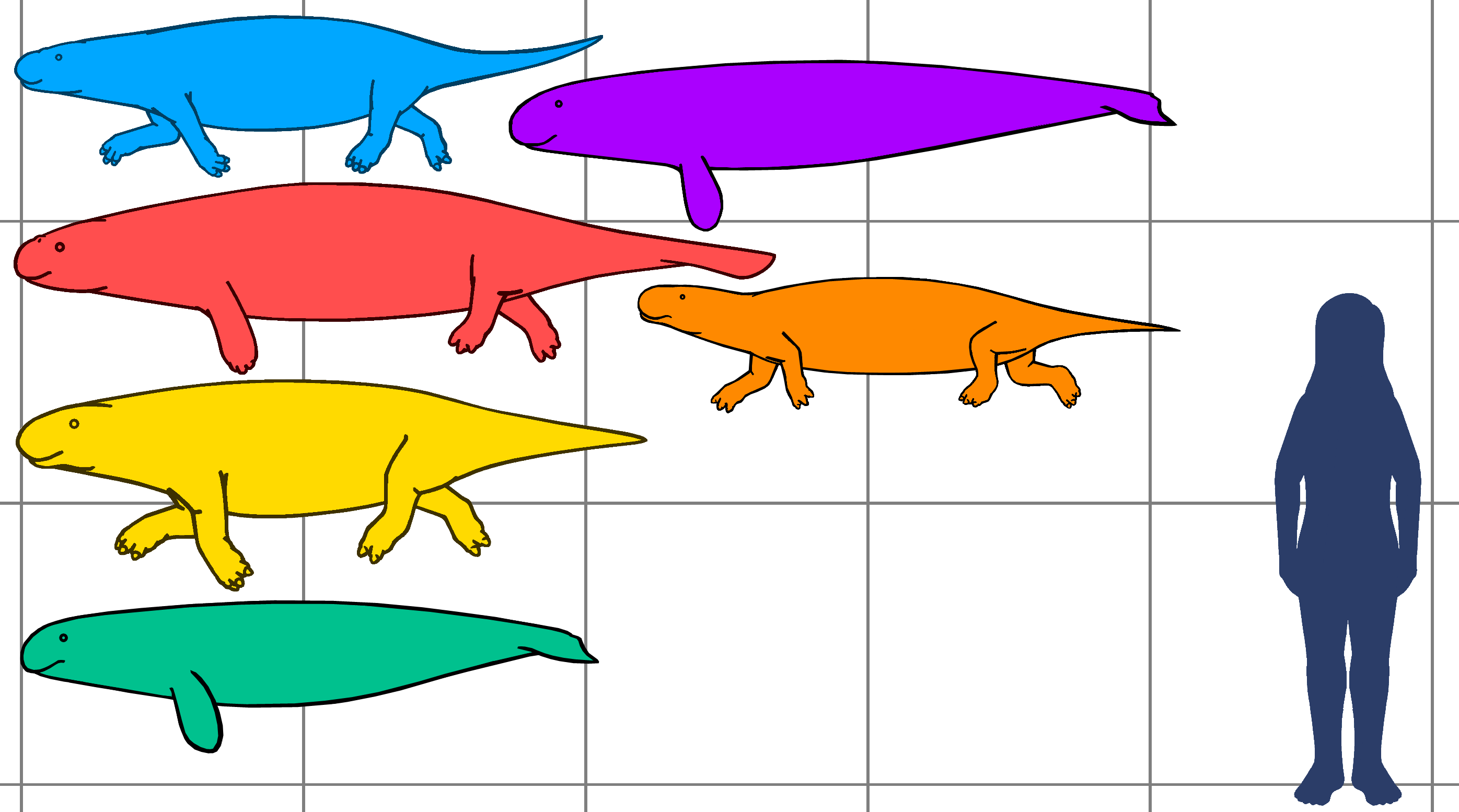
Srovnávací schéma ukazující velikosti eocenních druhů sirén:
Pezosiren
Protosiren
Sobrarbesiren
Eotheroides
Eosiren
Prorastomus

Zatímco evoluční počátky kytovců jsou spojovány se sladkovodním prostředím, u sirén se vede pokračující debata o tom, zda se původně adaptovaly na mořská nebo sladkovodní stanoviště. Např. fosilie rodů Prorastomus a Pezosiren byly nalezeny v depositech mořského pobřeží a estuárů. Naproti tomu siréna z Tuniska, která je snad ještě o něco starší než Prorastomidae a Protosirenidae, byla nalezena ve sladkovodních sedimentech.
Koncem eocénu byly sirény již plně přizpůsobeny životu ve vodě. Kostra nabrala hydrodynamičtějších proporcí, přední končetiny se proměnily ve dvě pádlovité ploutve a zadní končetiny začaly mizet. Začala se vyvíjet zadní ploutev, jejímž pohybem nahoru a dolů (nikoli do stran jako u ryb) se sirény začaly pohybovat pod vodou. Tato raná evoluční fáze je poměrně dobře zdokumentována řadou fosilních druhů, na nichž je vidět postupná přeměna pánve a končetin z typicky suchozemského čtyřnožce na čistě vodního savce. Na přelomu eocénu a oligocénu před asi 30–35 miliony lety došlo ke vzniku hlavních linií moderních zástupců sirén, kterými jsou dugongovití a kapustňákovití.

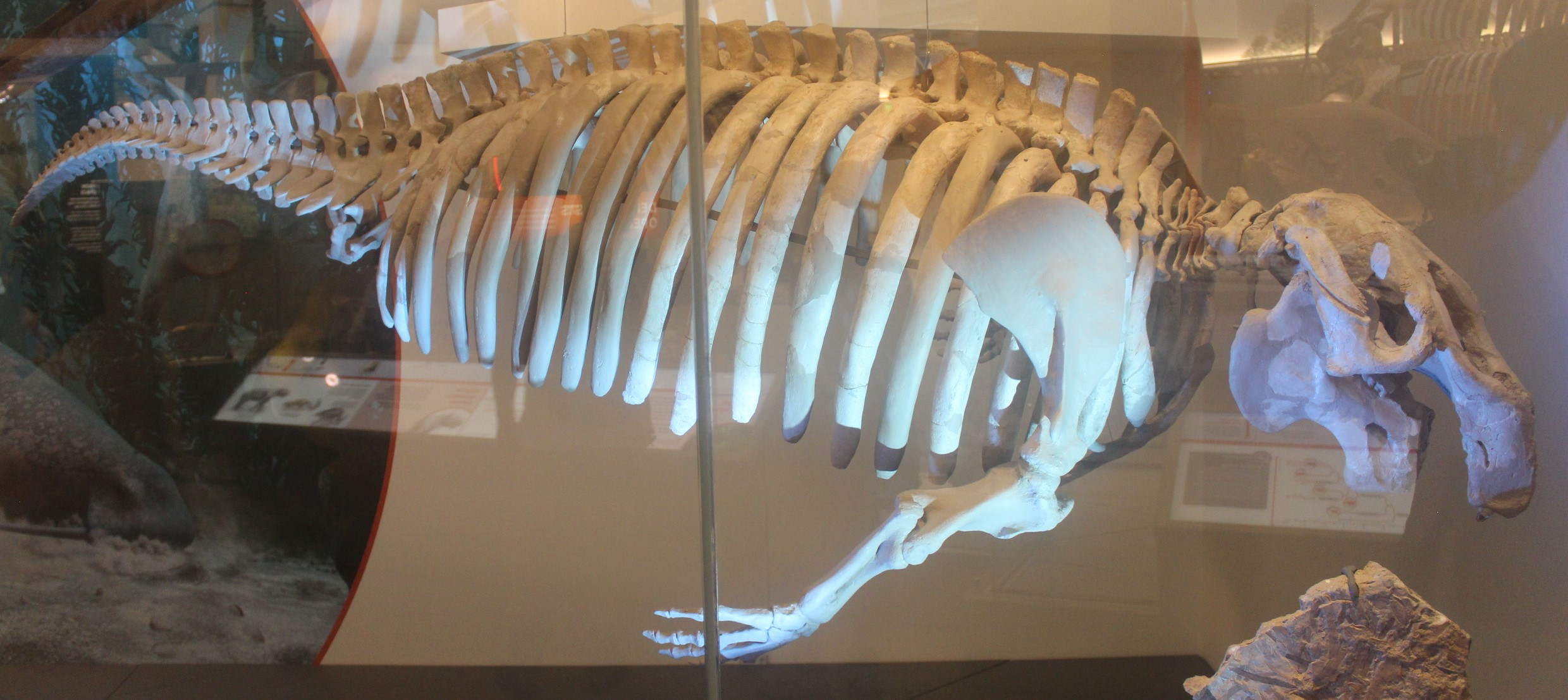
Kostra Metaxytherium

Dugongovití zahrnují početné množství fosilních taxonů. K nim patří např. podčeleď Hydrodamalinae, která se objevila v miocénu. Tato linie byla endemická severnímu Pacifiku a řadil se do ní i koroun bezzubý, největší známá siréna. Jedná se o jediné sirény, které se adaptovaly na studené vody a jídelníček v podobě mořských řas. V oligocénu se objevila podčeleď Dugonginae, jejíž zástupci se specializovali na vyhrabávání oddenků mořských trav, pročež se u řady zástupců této podčeledi vyvinuly pro účely hrabání kly. Do této podčeledi se řadí i recentní dugong indický, který se však časem začal specializovat na horní části mořských trav, až nakonec přestal používat kly k vyhrabání mořských trav.

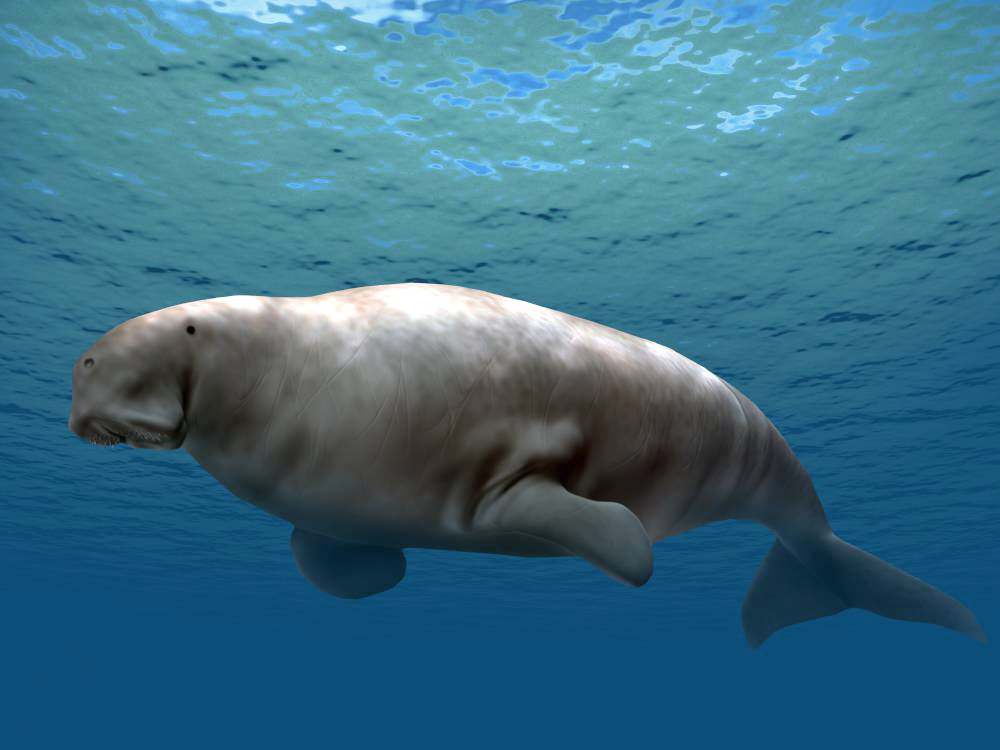
Dusisiren (umělecká představa)

Kapustňákovití mají oproti dugongovitým pouze malé množství fosilních zástupců. Počet fosilních druhů byl rozšířen poté, co v roce 1994 byla ke kapustňákovitým přiřazena i podčeleď Miosireninae, jejíž zástupci obývali severozápadní Evropu v pozdním oligocénu a raném miocénu. Tito prapředci moderních kapustňáků byli zvláštní v tom, že jejich čelisti a zuby byly mnohem silnější než u moderních kapustňáků, což byla patrně adaptace na drcení tvrdých schránek mořských bezobratlých, jako jsou korýši a měkkýši. Recentní druhy kapustňáků spadají do podčeledi Trichechinae, která se objevila v miocénu. Evoluční počátky kapustňáků jsou spjaty s Jižní Amerikou a formováním řeky Amazonky. Odtud se patrně rozšířili do Afriky. Podle starších studií kapustňáci osídlili Afriku v pleistocénu či pliocénu, podle studie z roku 2021 však kapustňák senegalský divergoval již v pozdním miocénu před 6,6 miliony lety.
Od středního miocénu (12–14 mya) dochází k pokračujícímu poklesu druhové diverzity sirén. Tento propad v diverzitě bývá spojován s klimatickými změnami, přeměnou a úbytkem přirozeného prostředí a v moderní historii i člověkem a jeho aktivitami. Následující tabulka zahrnuje větší část fosilních taxonů sirén, nicméně vzhledem k pokračujícímu popisu nových fosilních druhů a reinterpretaci stávajících nálezů není výčet vyčerpávající. Pro úplnost a kontext jsou uvedeni i recentní zástupci:
čeleď Dugongidae:
- rod Dugong
  - D. dugon
- rod †Anisosiren
  - †A. pannonica
- rod †Indosiren
  - †I. javanense
- rod †Bharatisiren
  - †B. indica
- rod †Callistosiren
  - †C. boriquensis
- rod †Crenatosiren
  - †C. olseni
- rod †Corystosiren
  - †C. varguezi
- rod †Dioplotherium
  - †D. allisoni
  - †D. manigualti
- rod †Domningia
  - †D. sodhae
- rod †Kutchisiren
  - †K. cylindrica
- rod †Nanosiren
  - †N. garciae
  - †N. sanchezi
- rod †Rytiodus
  - †R. capgrandi
  - †R. heali
- rod †Xenosiren
  - †X. yucateca
- rod †Caribosiren
  - †C. turneri
- rod †Halitherium
  - †H. alleni
  - †H. schinzii
- rod †Paralitherium
  - †P. tarkanyense
- rod †Priscosiren
  - †P. atlantica
- rod †Sirenavus
  - †S. hungaricus
- rod †Metaxytherium
  - †M. albifontanum
  - †M. arctodites
  - †M. crataegense
  - †M. floridanum
  - †M. krahuletzi
  - †M. medium
  - †M. serresii
  - †M. subapenninum
- rod †Dusisiren
  - †D. dewana
  - †D. jordani
  - †D. reinharti
  - †D. takasatensis
- rod †Hydrodamalis
  - †H. cuestae
  - †H. gigas

čeleď Trichechidae:
- rod Trichechus
  - T. manatus
  - T. senegalensis
  - T. inunguis
- rod †Anomotherium
  - †A. langewieschei
- rod †Miosiren
  - †M. canhami
  - †M. kocki
- rod †Potamosiren
  - †P. magdalenensis
- rod †Ribodon
  - †R. limbatus

†čeleď Protosirenidae:
- rod †Ashokia
  - †A. antiqua
- rod †Libysiren
  - †L. sickenbergi
- rod †Protosiren
  - †P. eothene
  - †P. fraasi
  - †P. minima
  - †P. sattaensis

†čeleď Prorastomidae:
- rod †Pezosiren
  - †P. portelli
- rod †Prorastomus
  - †P. sirenoides

## Popis
Sirény jsou mohutní tvorové s válcovitým tělem, dolů směřujícím čenichem, krátkými, avšak mohutnými předními ploutvemi a horizontálně umístěnou ocasní ploutví. Spolu s kytovci se jedná o jediné savce, kteří trvale žijí ve vodě a na souši se nedokážou pohybovat. Velikost současně žijících sirén se pohybuje mezi 1,5–4 metry a hmotnost mezi přibližně 200–1500 kg. Největší současně žijící sirénou je kapustňák širokonosý, největší známou sirénou všech dob byl koroun bezzubý, který dosahoval délky až k 10 m a váhy snad až k 11 tunám. Tělo sirén kryje 2,5 cm silná vrstva rozpraskané kůže, která je na některých místech pokryta velmi sporým, řídkým ochlupením. Kolem čenichu se nachází silné vibrisy, které pomáhají sirénám v orientaci v zakalených vodách.

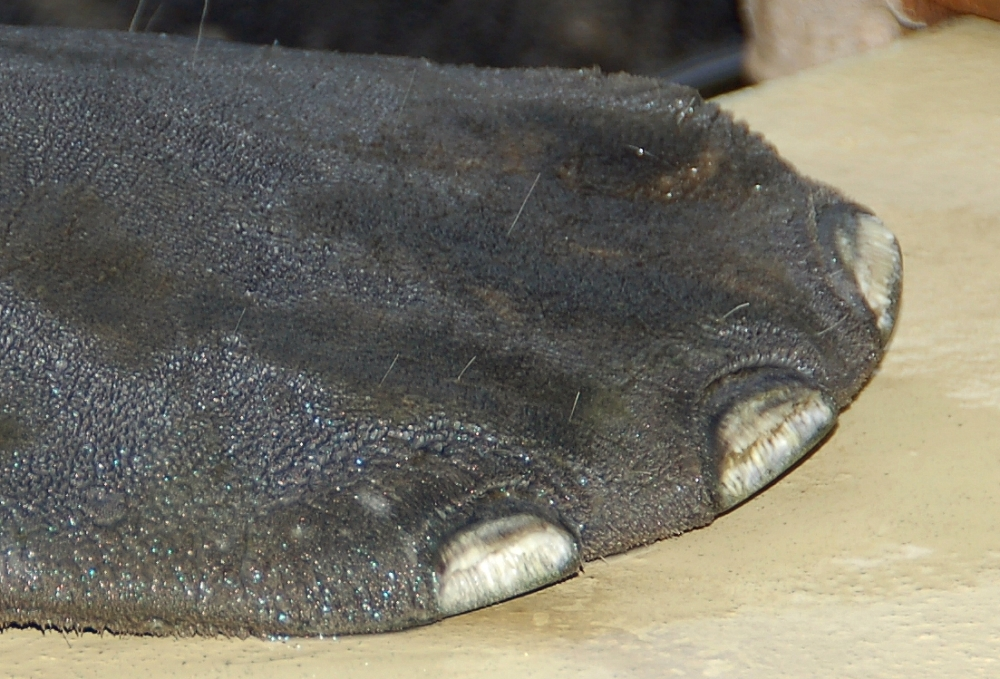
Přední ploutev kapustňáka širokonosého ukazující zbytky kopýtek

Přední končetiny se přeměnily v ploutve, jejichž okraj lemují pozůstatky kopýtek. Tyto přední ploutve jsou ohebné jak v ramenním, tak v loketním kloubu, což je zásadní rozdíl oproti kytovcům, kteří své přední ploutve mohou ohnout pouze v ramenním kloubu. Ploutve jsou u kapustňáků využívány k plavání, posunu potravy k tlamě a svou funkci mají i při námluvách nebo výchově mláďat. Zadní končetiny až na zbytky pánve vymizely. Ocasní ploutev má u kapustňákovitých pádlovitý tvar, u dugongovitých je ve tvaru vidlice s výřezem uprostřed. Pro lebku je charakteristické mohutné rostrum, které směřuje směrem dolů, absence vedlejších nosních dutin nebo vystouplé jařmové oblouky. Nozdry jsou posunuty dále od konce čenichu, což usnadňuje dýchání při vynoření na hladinu. Klíční kosti zcela chybí a z pánevní kosti se zachovaly jen zbytky, které jsou volně uloženy ve svalovině. Sirény tráví většinu života ponořeny v mělkých hloubkách, s čímž jsou spojovány mohutné protáhlé plíce uložené na hřbetní straně nad útrobami, i zvětšená, zesílená těžká kostra, která sirénám pomáhá se vztlakem. Kostra je zesílena zejména v oblasti žeber. Kosti jsou jednak hustší než u běžných savců (a tím i těžší), a také širší. Ani ty největší kosti nemají dutiny, které jsou u většiny jiných savců vyplněny kostní dření (morkem). Kapustňáci jsou mezi savci výjimeční i tím, že mají pouze šest krčních obratlů, zatímco téměř všichni ostatní savci mají 7. Následkem toho je jejich krk jen málo pohyblivý, což pomáhá snížit vodní odpor.
Chrup sirén původně tvořily tři moláry, pět premolárů, jeden špičák a tři řezáky. Pátý premolár je přitom u sirén odvozeným znakem; placentálové měli původně čtyři premoláry. Počet zubů se u sirén v průběhu evoluce zmenšil a moderním sirénám často chybí třenové zuby, špičáky či řezáky. Koroun bezzubý měl místo pravých zubů žvýkací destičky. U kapustňáků dochází k unikátní výměně zubů, a totiž postupným posouváním zubů vpřed, takže v koutku čelisti neustále vzniká místo pro nový zub, zatímco přední obroušené zuby vypadávají. Podobný systém zubní výměny nastává i u slonů, avšak u kapustňáků je tato výměna neukončená. Dugongovití mají v horní čelisti pár řezáků, které jsou někdy označovány jako kly, a jejich kolíčkovité zuby dorůstají průběžně. Tyto dentální adaptace se mohly vyvinout v reakci na expanzi prapředků moderních sirén do oblastí jihoamerických řečišť, kde mají vodní rostliny příměs oxidu křemičitého, který značně urychluje obrušování zubů. Přední část horního patra i krátký, málo pohyblivý jazyk pokrývají rohovité destičky s lištami, které pomáhají v uchopení a drcení tuhé stravy sirén.

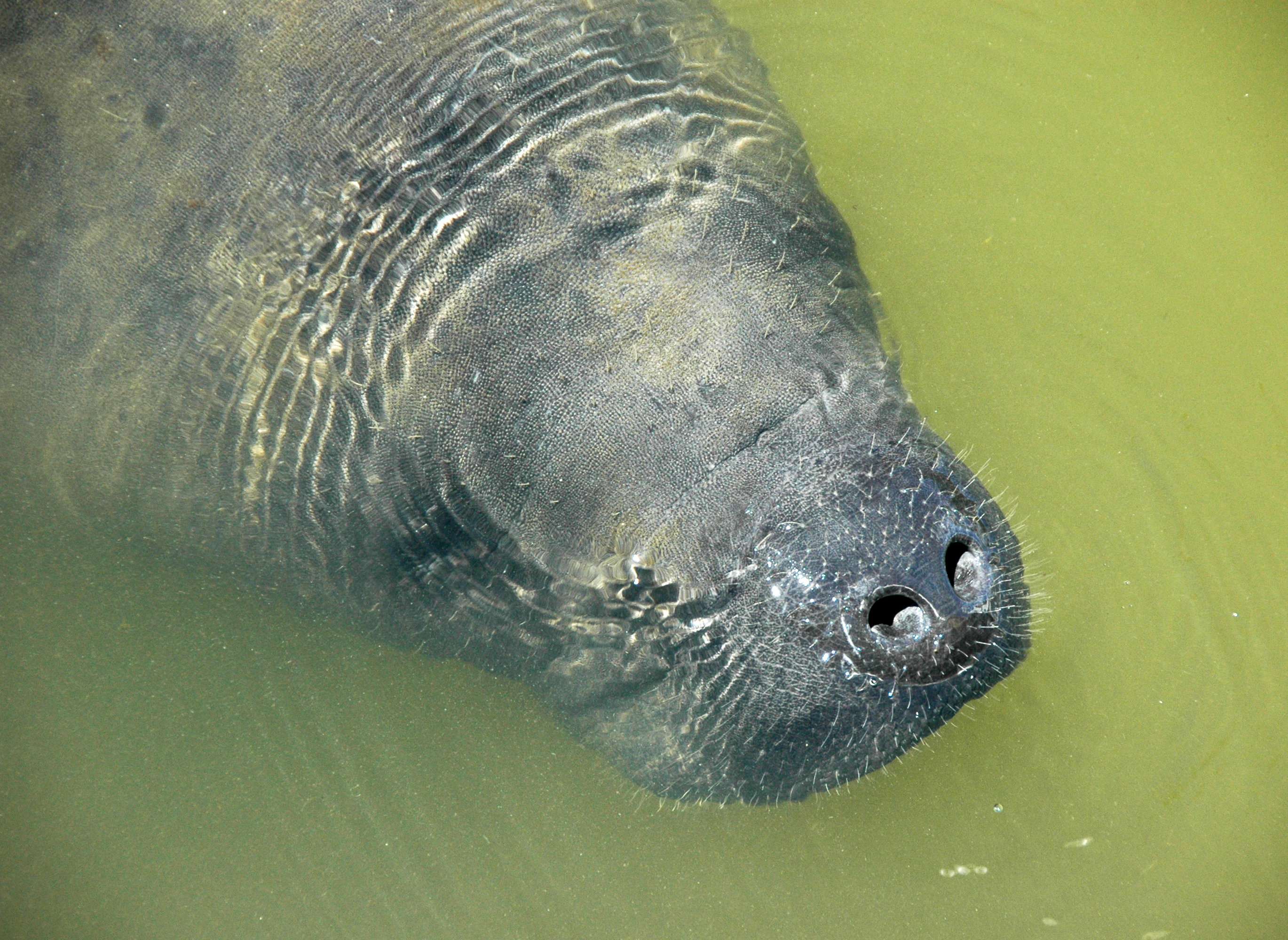
Detail čumáku kapustňáka širokonosého s patrnými krátkými vibrisy

Trávení tuhé býložravé potravy je dobře uzpůsobena i zažívací soustava. Žaludek má tři prostorné žláznaté vaky, které pomáhají s trávením celulózy. Střevo je extrémně dlouhé a u kapustňáků dosahuje délky až 45 m. Smyslové orgány nejsou příliš dobře vyvinuty a k orientaci dochází hlavně sluchem a hmatem, částečně i zrakem. Oči chrání mžurka. Nozdry kapustňáků mají záklopku, kterou lze při ponoření zavřít. Dugong záklopku nemá a při ponoření své nozdry pouze bočně stlačí okolní svalovina.

## Výskyt
Sirény se vyskytují v mělkých vodách Severní a Jižní Ameriky, Afriky, jižní a jihovýchodní Asie a Austrálie. Jednotlivé druhy jsou od sebe takřka všude geograficky odděleny, pouze podél východního pobřeží Jižní Ameriky se může výskyt kapustňáka širokonosého a jihoamerického překrývat. Sirény obývají tropické až subtropické vody, kapustňák širokonosý zasahuje i do vod mírného pásu podél jihovýchodního pobřeží Spojených států amerických. Během chladnějších dní se však stahuje k teplým pramenům a výtokům průmyslových vod. Zatímco dugong indický je čistě mořský savec, kapustňák jihoamerický obývá sladkovodní prostředí a částečně i brakické vody Amazonky. Kapustňák senegalský a širokonosý obývají mořské i sladkovodní habitaty.
Zatímco některé populace sirén jsou převážně stálé, jiné podnikají sezónní migrace dlouhé i stovky kilometrů. Podněty pro migraci bývají různé. U kapustňáka širokonosého subsp. latirostris a některých populací dugongů to je hlavně teplota vody, u pobřežních populací kapustňáka širokonosého subsp. manatus a u kapustňáka senegalského to je množství srážek. Kapustňáci žijící ve vnitrozemí migrují v závislosti na změně hladiny řek a jezer během období sucha a dešťů.

## Biologie a chování

### Chování

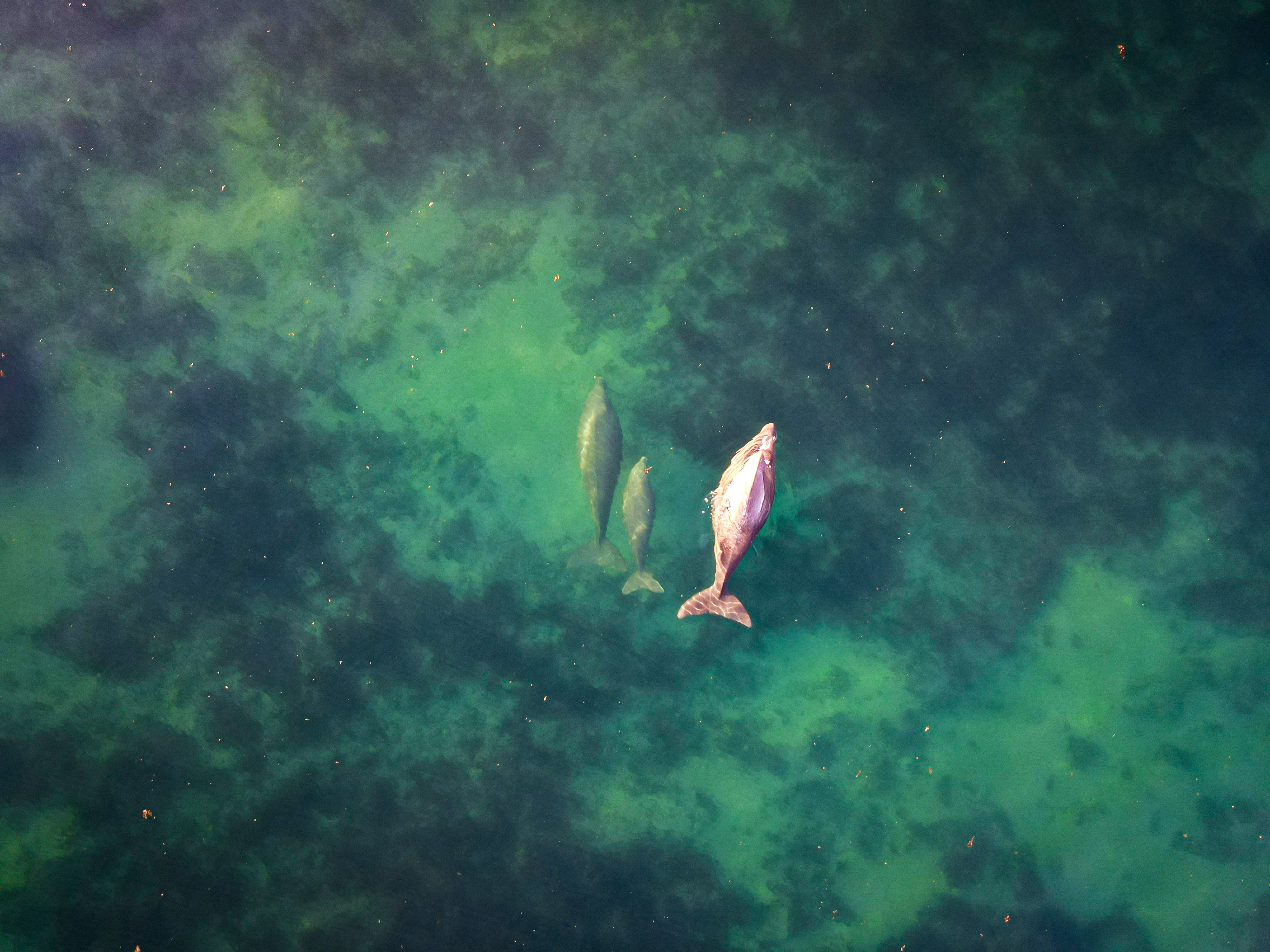
Skupinka dugongů (pobřeží Ningaloo)

Sirény jsou je pomalá, neútočná zvířata, která se rozvážně pohybují v mělkých hloubkách. K hladině se běžně vynořují každých 1–5 minut, aby se nadechly. Dugong může pod vodou vydržet až 12 minut, kapustňáci i 24 minut. Většinu času tráví v hloubkách do 3 m, avšak mohou se potopit i do hloubek přesahujících 30 m. Kapustňáci se typicky pohybují rychlostí kolem 3–10 km/h, v případě potřeby mohou krátkodobě vyvinout rychlost kolem 25 km/h. Sirény plavou s pomocí pohybu ocasní ploutve nahoru a dolů. Kapustňáci k manévrování používají své hrudní ploutve, jelikož jejich ocasní ploutev není dostatečně flexibilní. Naproti tomu dugongové manévrují s pomocí své ocasní ploutve, která je pohyblivější díky svému vidlicovému tvaru. Princip plavání dugongů je tedy podobnější spíše kytovcům než kapustňákům.
Sirény žijí o samotě, v párech nebo malých, nestálých skupinách. Pevná pouta vznikají pouze mezi samicí a jejím mládětem. U teplých pramenů nebo bohatých zdrojů potravy se sirény mohou sdružovat do velkých stád, avšak ta nemívají dlouhé trvání a brzy se rozpadají. Podle tradičního výkladu se jedná o nepříliš sociální ani inteligentní zvířata, avšak při nejmenším u kapustňáků novější výzkumy z 20. let 21. století ukazují, že jejich kognitivní funkce jsou mnohem komplexnější, než se původně myslelo. Vzhledem k velikosti sirén a množství potravy, které pozřou, mají poměrně zásadní vliv na místní společenstva vodních rostlin i bezobratlých živočichů.
Ke komunikaci sirén dochází prostřednictvím vokalizace, svou roli hrají i hmatové smysly – vibrisy. K vokálním projevům patří různá cvrlikání a trylkování na frekvencích mezi zhruba 1–8 Hz. K vokalizaci dochází nejčastěji pod vodou a typicky mezi matkou a jejím potomkem. Účelem vokalizace je sociální kontakt; spojitost hlasových projevů s navigací nebyla nalezena. Dobře vyvinuté vibrisy jsou umístěny převážně v oblasti čenichu, avšak spoře i na zbytku těla. Vibrisy jsou často využívány během sociálních interakcí: sirény se dotýkají čenichy nebo přikládají čenich k různým částem těla jiné sirény aj.

### Predátoři a parazité
K predátorům sirén patří velké druhy žraloků (žralok tygří a bělavý). Predátorem kapustňáka širokonosého je aligátor severoamerický. Kapustňáka jihoamerického loví jaguár a patrně i kajmani. Na dugongovi příležitostně preduje kosatka dravá a na dugongových mláďatech krokodýl mořský. K výzkumu chování sirén dopomáhají jizvy na jejich tělech, které umožňují identifikaci jednotlivců.
Sirény často hostí vnitřní i vnější parazity. K těm nejběžnějším patří hlístice, tasemnice a motolice, které se mohou se objevovat v různých částech těla. Hlístice se vyskytují hlavně v zažívacím systému a motolice napadají mj. uši, nosní dutiny a plíce, kde dokončují vývojový cyklus. Motolice Labicola elongata se objevuje v horním pysku dugonga. Na kůži sirén se vyskytují hlavně svijonožci, rozsivky, klanonožci, štítovci a různé druhy mořských řas.

### Potrava

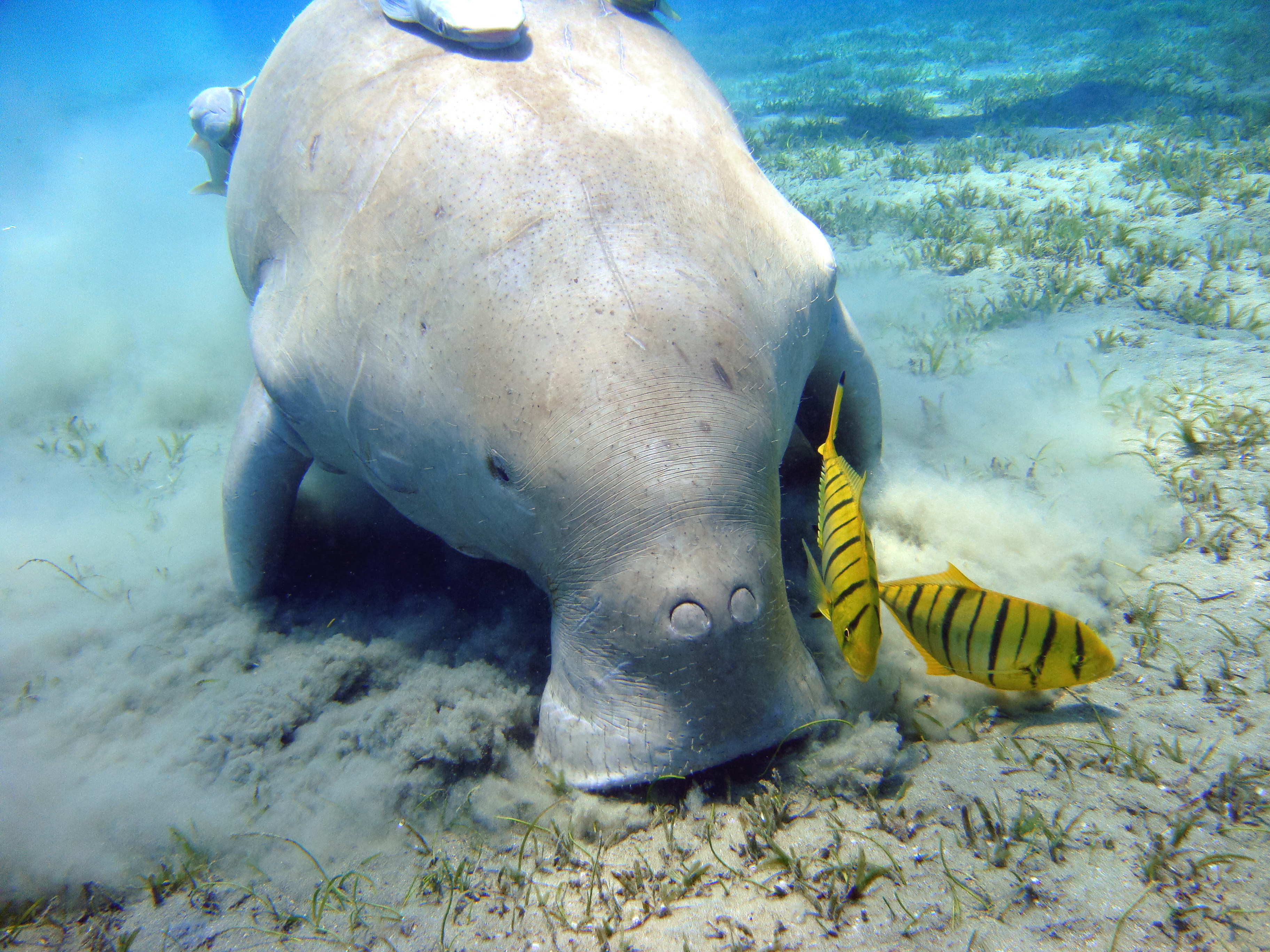
Dugong při krmení na mořském dně (Egypt)

Sirény jsou jediní mořští savci, jejichž primární potravu tvoří rostlinný materiál. Živí se hlavně vodními rostlinami, které nalézají ve všech částech vodního sloupce od dna po hladinu. Bylo zdokumentováno nejméně 55 rodů mořských a sladkovodních rostlin, které sirény požírají. Vzhledem k poměrně nízké výživové hodnotě této rostlinné stravy jí musí sirény spořádat velké množství, aby z ní dostaly dostatek živin. Typická siréna denně sežere množství rostlin odpovídající 8–15 % váhy jejího těla. Na druhou stranu je energetický výdej u sirén velmi malý a představuje asi jen třetinu energetického výdeje savce podobné velikosti. Šetření s energií pomáhá pomalý pohyb i morfologické adaptace podporující ideální vztlak, který umožňuje sirénám ponoření do mělkých hloubek bez nutnosti aktivního plavání. Nízkému metabolickému výdeji u současně žijících sirén dopomáhají i teplé vody, které sirény obývají, díky nimž sirény vynakládají na tepelnou regulaci těla jen minimální množství energie ve srovnání s některými jinými druhy mořských savců obývajících chladné vody. Koroun bezzubý se však dokázal přizpůsobit studeným vodám. S přežitím v chladných podmínkách mu pomáhal zvláštní typ hemoglobinu s nižší afinitou ke kyslíku. To znamená, že hemoglobin, jehož funkcí je přenos kyslíku do tkáně a orgánů, se nepojil s kyslíkem tak snadno jako u jiných savců. Vypouštění kyslíku tak různých částí těla tak bylo mnohem snazší než u jiných savců.
Sirény občas mohou vedle vodních trav požírat i mořské řasy nebo živočišnou potravu, jako jsou rybky, měkkýši a různé druhy mořských bezobratlých. U kapustňáka senegalského bylo v některých studiích nalezeno tak velké množství živočišné stravy, že by se některé populace snad daly považovat i za všežravé. Zatímco u kapustňáků bylo pozorováno, jak si s předními ploutvemi přidržují potravu nebo ji podsouvají k tlamě, u dugongů takové chování nebylo pozorováno. Jedinými živočichy, kteří konkurují sirénám v potravě, jsou mořské želvy, které se nicméně většinou krmí ve větších hloubkách než sirény.

### Rozmnožování

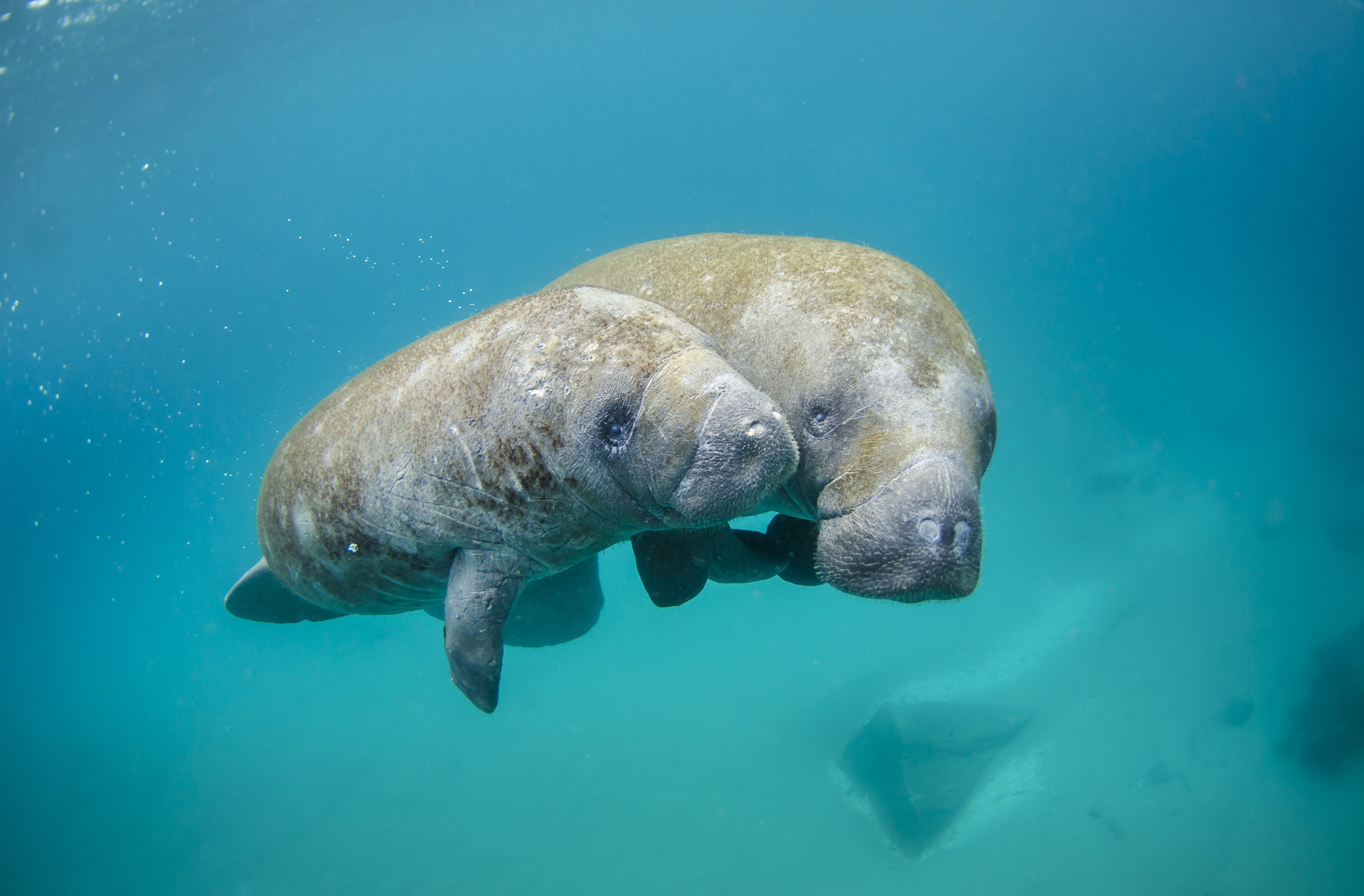
Samice kapustňáka širokonosého s mládětem

Sirény jsou typičtí K-stratégové: samice mívají pouze jedno mládě jednou za 3–5 let a výchova mláděte jim trvá roky. V době rozmnožování se sirény obvykle sdružují do menších skupin, které zahrnují jednu samici procházející estrálním cyklem, a několik samců, kteří se přetlačují o to, kdo se nakonec se samicí spáří. Rozmnožovací systém u dugongů byl popsán jako lek.
Dosažení pohlavní dospělosti nastává v různém věku. U dugonga to je u samců mezi 9–16 lety, u samic mezi 10–17 lety. U samic kapustňáka širokonosého nastává pohlavní dospělost mezi 2,5–6 lety, u samců mezi 2–11 lety. Doba březosti trvá kolem 12–14 měsíců. Samice vrhá pouze jediné mládě, výjimečně může porodit i dvojčata.

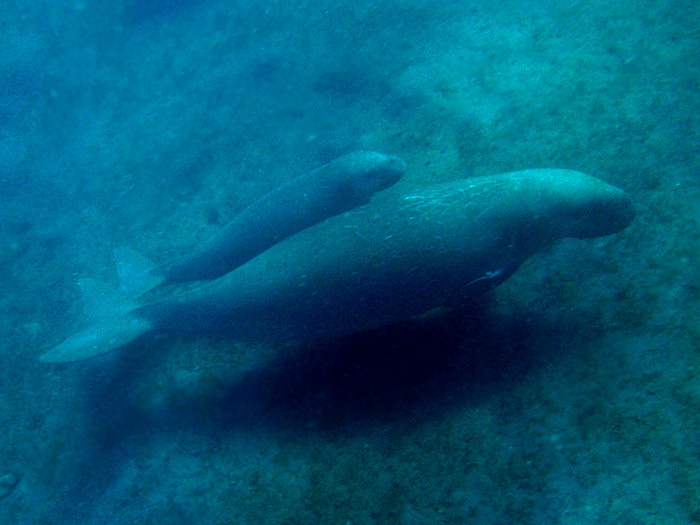
Samice dugonga s mládětem

Novorozeňata kapustňáka širokonosého měří kolem 120 cm a váží 30–50 kg, u kapustňáka jihoamerického se mládě rodí s délkou kolem 85–100 cm a váhou 10–15 kg. Mláďata zpočátku sají pouze mateřské mléko. V průběhu dalších několika měsíců začínají postupně přijímat i rostlinnou stravu, k odstavení dochází kolem 1 roku. U kapustňáka širokonosého byly pozorovány případy, kdy samice vychovávala dvě mláďata – v některých případech se jednalo o dvojčata, v jiných o geneticky nepříbuzná mláďata. Potomci sirén zůstávají v blízkosti matky po několik let. Během této doby dochází k intenzivnímu sociálnímu učení mláďat, která se dozví, kde nalézt vhodné útočiště, příhodnou pastvu nebo se naučí podrobnosti migrační trasy v případě, že u sirén dochází k sezónním přesunům. Sirény se mohou dožít poměrně vysokého věku. V zajetí byl u kapustňáka širokonosého zaznamenán věk 68 let, u dugonga dokonce 73 let.

## Vztah k lidem

### Ohrožení

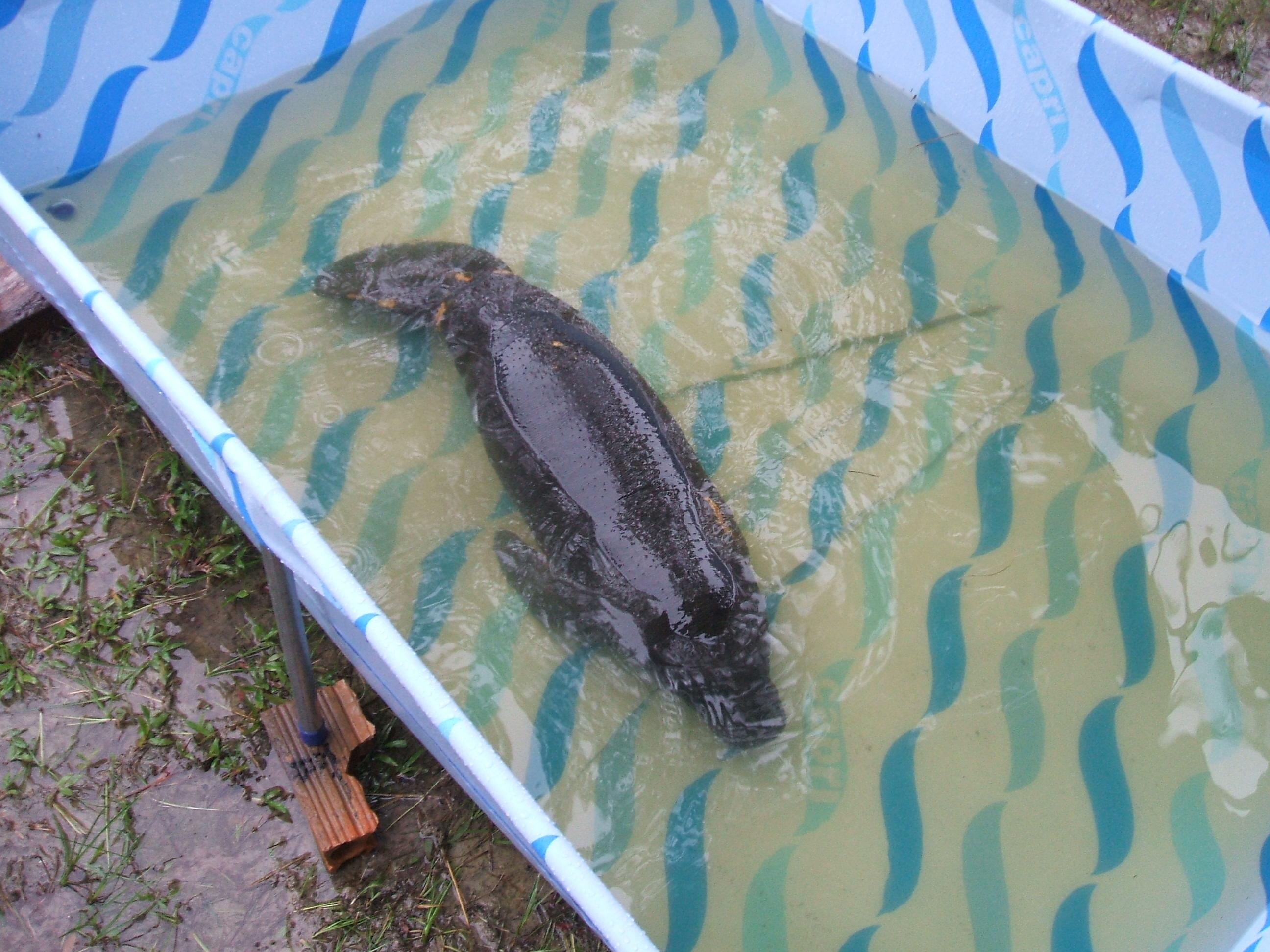
Mládě kapustňáka jihoamerického v rehabilitačním centru Brazilského institutu životního prostředí a obnovitelných zdrojů (IBAMA)

K roku 2025 byly všechny druhy sirén hodnoceny jako zranitelné, což je nejnižší stupeň ohrožení na třístupňové škále ohrožení Mezinárodního svazu ochrany přírody. Hlavní ohrožení představuje člověk a jeho aktivity, jako jsou nechtěné odlovy sirén během rybolovu, srážky s loděmi, znečištění moří, ztráta přirozeného prostředí i pytlačení. Sirény jsou náchylné k ohrožení hlavně proto, že jejich reprodukční potenciál je velmi nízký, jejich mělká pobřežní stanoviště se kryjí s lidskými aktivitami a maso sirén je velmi chutné. Zranitelnost sirén ostatně demonstruje koroun bezzubý, který byl vyhuben v roce 1768, pouhých 27 let od svého objevení. Výzvou pro sirény představuje i globální oteplování. Sirény čelí mimo jiné stoupajícím hladinám moří, vyšším teplotám vody nebo častějším výkyvům extrémního počasí. Vyšší teploty moří s sebou budou nadále přinášet řadu doprovodných jevů, jako je častější, intenzivnější kvetení toxických druhů řas nebo zvýšená šance na šíření nemocí.
Sirény byly využívány lidmi již po celá tisíciletí. Z Perského zálivu pocházejí archeologické nálezy o využívání kostí dugonga již před 7500 lety. Ze stejné oblasti se zachovaly doklady o lovu dugongů před 6000 lety. Podobně v Austrálii byl dugong loven již před 4000, možná před 7000 lety. Vzhledem k pomalému pohybu dugonga v pobřežních mělkých vodách se jednalo o snadno dostupný zdroj masa, tuku, kůže a kostí. Podobně na tom byli i kapustňáci. Kapustňák širokonosý byl v oblasti Floridy loven již někdy v letech 8500–6000 př. n. l. K legálnímu i nelegálnímu lovu dugongů stále dochází v indo-pacifické oblasti. Kapustňáci jsou ilegálně loveni hlavně v Africe, částečně i v Karibiku a Amazonii.

### Chov
Zatímco dugong se chová v zoo pouze výjimečně, kapustňáky lze spatřit v desítkách zoologických zahrad po celém světě. Nejčastěji se chová kapustňák širokonosý, následován kapustňákem africkým a poté jihoamerickým. Celkové množství chovaných kapustňáků nepřesahuje 200. Nejčastěji jsou kapustňáci k vidění v Severní Americe a Evropě, méně v Asii, Africe a Jižní Americe. Chov sirén v zajetí přispívá k jejich porozumění skrze vědecký výzkum i šíření povědomí o potřebě jejich ochrany mezi veřejností. V některých případech jsou kapustňáci vzati do zajetí poté, co byli nalezeni zranění, aby byli po rehabilitaci vypuštěni zpět do volné přírody.

### Odkaz v kultuře

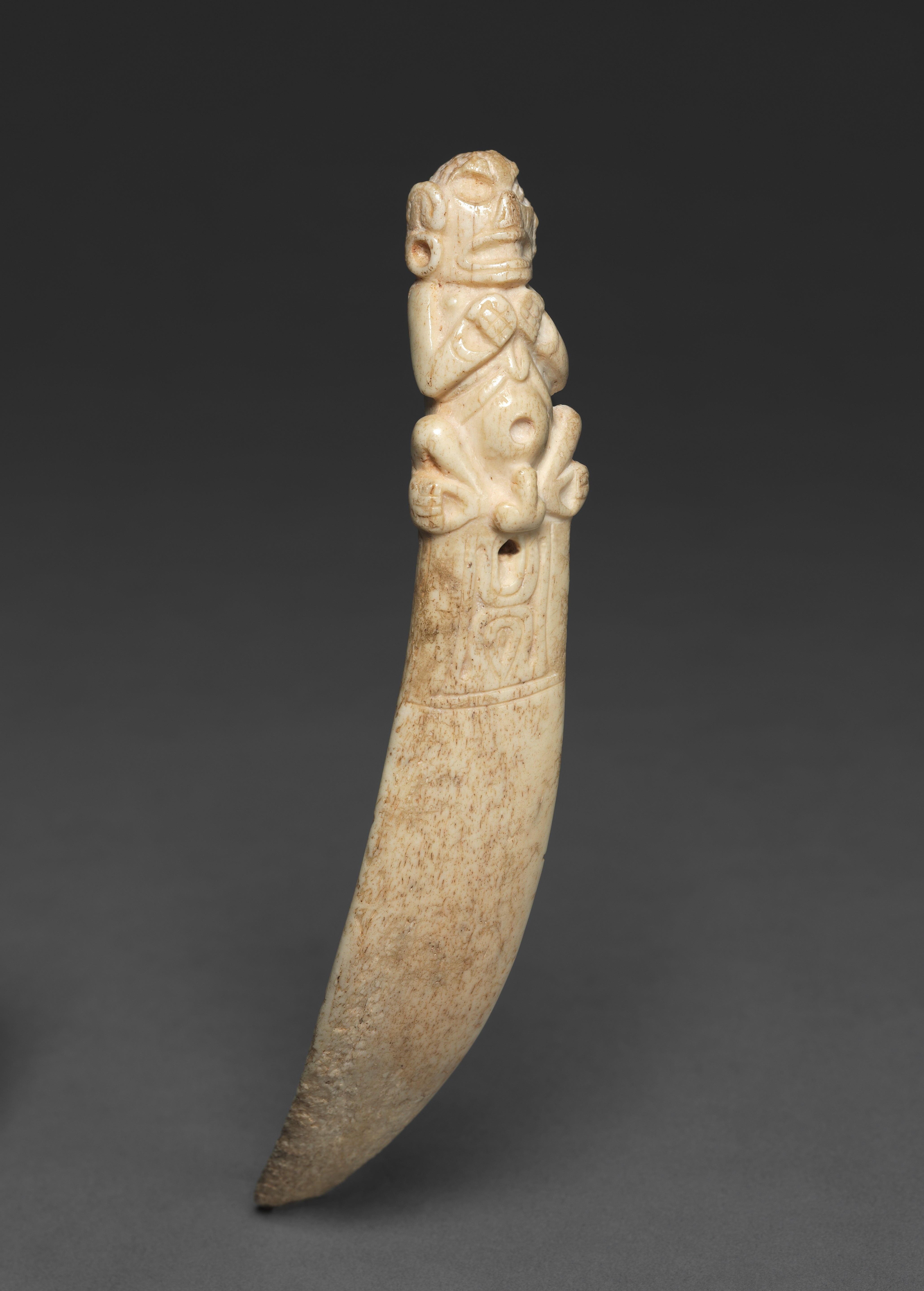
Středověká škrabka Taínů z kosti kapustňáka (10–15. století, Velké Antily)

Středověcí námořníci evropského původu často považovali sirény za mořské panny. Ke zmatení námořníků snad přispělo to, že samice sirén mají bradavky umístěné na prsou, které tvarem připomínají ženská ňadra, nebo že sirény při kojení mláďat často drží tělo ve svislé pozici. Samice sirény se s potomkem navíc neustále mazlí a líbá ho, což v představách lidí jen dále umocňovalo podobnost s lidským chováním. Tzv. mořské panny zaznamenal již Kryštof Kolumbus v Karibiku v roce 1493, nebo středověcí evropští námořníci v indo-pacifické oblasti. Má se nicméně za to, že se převážně jednalo o kapustňáky nebo dugongy.
Dugong hraje a stále hraje důležitou roli u některých domorodých národů. Pro domorodce z Torresova průlivu je dugong stále důležitým zdrojem masa a představuje i jejich totemové zvíře a různé části dugongů jsou stále využívány během všelijakých rituálů. V řadě oblastí jihovýchodní Asie se traduje, že dugongovy slzy mají afrodisiakální účinky. Podobně důležitou roli hrají i kapustňáci v západní Africe, kde jsou části kapustňáků využívány v tradiční medicíně i náboženských obřadech. Ve Střední Americe byli kapustňáci loveni již v prehistorických dobách a jejich kosti využívány k vyřezávání předmětů a figurek. Některé kmeny z oblasti Francouzské Guyany považují kapustňáky za duchy vody. Zatímco řada jihoamerických kmenů kapustňáky tradičně loví, jiné kmeny, jako Sikuani z řeky Orinoko, nejedí maso kapustňáků ze strachu, že by to mohlo způsobit vyschnutí řek a lagun. U kmene Paumari z řeky Purus je zase znám rituál amamajo, během kterého dospívající dívka po první menstruaci stráví tři měsíce o samotě, načež předstoupí před členy kmene v kuželovité čepici s kresbou ňader samice kapustňáka.